# Davy Crockett
Davy Crockett (n. 17 august 1786, Limestone⁠(d), Comitatul Washington, Tennessee, SUA – d. 6 martie 1836, San Antonio, Texas, SUA) a fost un soldat și om politic american.
În cultura populară occidentală este de obicei numit „King of the Wild Frontier”.
A reprezentat statul Tennessee în Camera Reprezentanților a Statelor Unite ale Americii, a participat la Revoluția Texană și a murit în  Bătălia de la Alamo.

## Impact în cultura populară
Crockett a devenit faimos încă din timpul vieții sale, datorită intensei sale popularizări prin diferite piese de teatru și almanahuri. După decesul său, a continuat să fie creditat cu acte de propoții ireal de mari, de ordin „mitic”. În secolul 20, datorită variatei sale portretizări, David Crockett a devenit unul dintre cei mai cunoscuți eroi populari americani.